# 天ヶ城
天ヶ城（あまがじょう）は、宮崎県宮崎市高岡町内山にあった日本の城（山城）。別名高岡城（たかおかじょう）・麓城（ふもとじょう）。旧名内山城（うちやまじょう）。伊東四十八城の一つ。宮崎市指定史跡。現在は天ヶ城公園として整備され、城郭風建築物の「宮崎市天ケ城歴史民俗資料館」が開設されている。

## 概要
かつて「久津良名（くつらみょう）」と呼ばれた旧高岡町中心街の北東に位置する丘陵上に立地し、遺構は破壊を受けているが、本丸・二の丸など大きく6つの曲輪群で構成されていた。また日向伊東氏の伊東四十八城であった当時は「内山城」と呼ばれていた。1577年（天正5年）末に城主・野村氏が伊東氏から造反すると、島津氏が当地を掌握する。
1600年（慶長5年）の関ヶ原の戦い以後、支配地域東端部の防衛を重要視した島津氏当主・島津義弘は、当城を「天ヶ城」と改名して比志島国貞を地頭に任命し、防衛にあたらせた。また山麓に島津氏ゆかりの地域からの武士730余戸を集住させたが、これが薩摩外城制における高岡郷の起源となった。この後、1615年（元和元年）の一国一城令により廃城となり、防城の武士たちは高岡の街に移り住んだ。高岡の麓（ふもと）地区には現在も武家屋敷の門や石垣など、当時の街並みが残されている。
城跡は1979年（昭和54年）1月24日に当時の高岡町の史跡に指定され、現在は天ヶ城公園となりサクラの名所として知られる。また高岡地域の歴史を紹介する天守風建築の歴史博物館「宮崎市天ケ城歴史民俗資料館」がある。
「天ヶ城運動公園のさくら広場」が、平成２年度手づくり郷土賞（花と緑の手づくりふるさと）受賞。	